# Three Billboards Outside Ebbing, Missouri
Three Billboards Outside Ebbing, Missouri és una pel·lícula britànico-estatunidenca dirigida per Martin McDonagh, estrenada l'any 2017. S'ha subtitulat al català.
Es va presentar a la Mostra de Venècia del 2017 on va assolir el premi al millor guió. Assoleix el premi People's Choice al Festival internacional de cinema de Toronto 2017. Assoleix el Premi del públic al festival internacional de cinema de la Rocche-sur-Yon el 22 d'octubre de 2017.

## Argument
Nou mesos després del feminicidi de la seva filla, Mildred Hayes (Frances McDormand) decideix reaccionar perquè la policia no ha obtingut cap resultat. Escriu sobre tres cartells que porten a la seva ciutat un missatge dirigit contra el cap de la policia, el respectat William Willoughby (Woody Harrelson). Quan Dixon (Sam Rockwell), l'oficial en cap — força inclinant a la violència — s'implica en la disputa, la lluita entre Mildred i les forces de l'ordre racistes i corruptes de la petita ciutat de Ebbing pren un gir perillós.

## Repartiment
- Frances McDormand: Mildred Hayes
- Woody Harrelson: el xèrif Bill Willoughby
- Sam Rockwell: l'oficial Jason Dixon
- John Hawkes: Charlie Hayes
- Peter Dinklage: James
- Lucas Hedges: Robbie Hayes
- Abbie Cornish: Anne Willoughby
- Samara Weaving: Penelope
- Caleb Landry Jones: Red Welby
- Clarke Peters: Abercrombie
- Darrell Britt-Gibson: Jerome
- Kathryn Newton: Angela Hayes
- Kerry Condon: Pamela
- Željko Ivanek: Cedric Connolly
- Amanda Warren: Denise Watson
- Nick Searcy: Père Montgomery
- Sandy Martin: Mama Dixon
- Malaya Rivera-Drew: Gabriella Forrester

## Gènesi i desenvolupament
Martin McDonagh comença a escriure el guió després d'haver vist cartells de crims no resolts en alguna part 
| « | a l'encreuament entre Geòrgia, Florida i Alabama | » |

. Escriu no obstant això una història original repensant aquests cartells i imagina una història al voltant d'una mare. Desenvolupa el personatge de Mildred amb Frances McDormand al cap. L'actriu demana que el personatge sigui més aviat una àvia però Martin McDonagh pensa que això canviaria massa la història. Joel Coen, el marit de Frances McDormand, la convenç d'acceptar el paper.

### Rodatge
El rodatge va tenir lloc principalment a la petita localitat de Sylva, Carolina del Nord, als peus de les muntanyes Great Smoky. També s'utilitzaren localitzacions a Asheville i voltants.

## Premis i nominacions
- Mostra de Venècia 2017: Premi Orsella al millor guió
- Festival internacional de Cinema de Toronto 2017: Premi del públic
- Festival internacional del film de la Roche-sur-Yon 2017: Premi del públic
- Globus d'Or 2018 (cerimònia el 7 de gener de 2018): 
  - Premis a la millor pel·lícula dramàtica i al millor guió.
  - Nominacions als premis al millor director per a Martin McDonagh, millor actriu dramàtica per a Frances McDormand, millor actor secundari per a Sam Rockwell, millor música de film per a Carter Burwell

## Crítica
- "Assegui's, que ha estat en un viatge i que McDonagh ens ha portat a través dels ritmes i plaers d'una història en tres actes estilitzada i postmoderna (...) T'enganxa, és congruent i és alguna cosa que cal veure."[12]
- "Abrasadoramente divertida i rica en textura (...) Un estupend aparador per al formidable talent de McDormand (...) El talent inigualable de McDonagh per al diàleg enèrgic ple de grolleries està en plena forma"[13]
- "Frances McDormand fa una actuació molt potent en 'Three Billboards Outside Ebbing, Missouri', una obra divertidíssima i meravellosa que mantindrà tota la teva atenció (…) Puntuació: ★★★★★ (sobre 5)"[14]